# KAYAK

親会社のブッキング・ホールディングスのロゴ

KAYAK（かやっく、英: Kayak.com）は、国内外の航空券・ホテル・レンタカーに関する旅行検索・料金比較を扱う、ウェブサイトおよびアプリ。
また、KAYAK Software Corporationは、アメリカ合衆国・コネチカット州・スタンフォードに本社を置く、同サービスの運営企業であり、ブッキング・ホールディングス（NASDAQ: BKNG）の企業の一つを構成している。

## 沿革
2004年に、アメリカのオンライン旅行会社のOrbitz WorldwideでEVPを務めていたSteve Hafnerと、Paul M. Englishにより、共同設立された。2007年までにアクセル・パートナーズやセコイア・キャピタルから資金を調達し、2009年にはTIMEによって50の最高のウェブサイトの1つとして評価されるなど成長を遂げた。
2012年12月、オンライン旅行会社のプライスラインドットコムにより買収され、その後親会社の組織変更に伴い、現在はブッキング・ホールディングスの一員となっている。ただし現在も、ブッキング・ホールディングス以外のホテル・レンタカー予約サイトを、比較対象に含めている。
企業としては合計7つの旅行検索エンジンを保有している。2010年にドイツの旅行検索エンジン「swoodoo.com」、2011年にオーストリアの旅行メタ検索エンジン「checkfelix.com」をそれぞれ傘下とした。2017年7月、ブッキング・ホールディングス（当時の社名はプライスライングループ）のMomondo Group買収完了に伴い「momondo」「Cheapflights」両検索エンジンがKAYAKの傘下となり、また同年8月、ブラジルの旅行メタ検索エンジン「Mundi」を買収し傘下とした。2018年12月、ブッキング・ホールディングスがオーストラリアの旅行メタ検索エンジンのホテルズコンバインド買収を完了したのに伴い、KAYAKはホテルズコンバインドを傘下に加えた。
2019年現在、スタンフォードの本社のほか、ケンブリッジ (マサチューセッツ州)、コンコード (マサチューセッツ州)、チューリッヒ、ベルリンなどにオフィスを持つ。欧米を中心に、特にアメリカで広く利用されている旅行メタサーチとなっている。

## サービス内容
世界40カ国以上、約20の言語でKAYAKのウェブサイトを運営する。各ウェブサイトでは、航空会社やホテル・レンタカー会社の公式サイトおよび世界的に広く利用される予約サイトのほか、各地域内部で影響力を持つ予約サイトも、検索表示に含まれるように作られている。料金情報は各予約サイトの一般的な料金が対象であり、各サイトにおける会員限定割引などは対象外である。フライトとホテルを組み合わせたダイナミックパッケージの検索機能も備えている。
日本語対応のサービス（kayak.co.jp）も行われている。日本語版で表示されるサイトは、日本語対応のウェブサイトに限定されている。
ウェブ・アプリ共に「Trips」と呼ばれる旅程管理機能を備えており、予約確認書の転送による旅程の一元管理に加えて、フライトの運航状況を伝えるアラートEメールの受信、同行者とのシェア設定などのカスタマイズを行うことが可能となっている。
フライト（航空券）
片道・往復に加えて、オープンジョーの航空券も検索可能。出発地と目的地の空港名を入力して検索し、条件を示すと、予約可能な情報を表示する（実際の予約はリンク先のウェブサイトで行う）。検索結果では、各航空会社（LCCを含む）による料金と、旅行予約サイトによる料金とを併せて表示する。カレンダー形式の比較表示や、AIと連動した料金予測機能を利用することも可能である。
ホテル・バケーションレンタル
宿泊したい目的地、日付を入力して検索し、条件を示すと、予約可能な情報を表示する（実際の予約はリンク先のウェブサイトで行う）。多くのホテルで公式サイト上の料金を表示するほか、宿泊予約サイトの料金を併せて表示する。
レンタカー
車種を指定して検索可能。各レンタカー会社による料金と、レンタカー予約サイトによる料金とを併せて表示する。